# Heilig Hartbeeld (Bavel)
Het Heilig Hartbeeld is een standbeeld in de Nederlandse plaats Bavel, in de provincie Noord-Brabant.

## Achtergrond
Het Heilig Hartbeeld is een ontwerp uit het atelier van beeldhouwer Hendrik van der Geld. Van der Geld overleed in 1914, zijn werk werd tot 1938 voortgezet door zoon Adriaan die onder de naam "H. van der Geld" bleef werken. Het Bavelse beeld werd uitgevoerd in het atelier van Henri Dirckx in Breda.
Diens jongere broer, dr. P.G.H. Dirckx (1865-1935), was deken en pastoor in Bavel. Hij wijdde het beeld op 1 juni 1919 in.
Het beeld werd geplaatst bij het weiland De Brake, waar in de 18e eeuw een schuurkerk heeft gestaan.

## Beschrijving
Het beeld is een marmeren Christusfiguur ten voeten uit, gekleed in een gedrapeerd gewaad. Hij wijst met zijn linkerwijsvinger naar het vlammende Heilig Hart op zijn borst. Zijn rechterarm houdt hij langs het lichaam omlaag, met de handpalm naar voren gestoken. In zijn handen zijn de stigmata zichtbaar. Achter het hoofd is een nimbus geplaatst. Het beeld staat op een rechthoekige sokkel.